# Ořešník kropenatý
Ořešník kropenatý (Nucifraga caryocatactes) je středně velký pták z čeledi krkavcovitých.

## Taxonomie
U ořešníka kropenatého se rozlišuje celkem 10 poddruhů, z nichž se v Evropě vyskytují 2: ořešník kropenatý evropský (N. c. caryocatactes), obývající Evropu, a ořešník kropenatý sibiřský (N. c. macrorhynchos), obývající Sibiř a v Evropě se často objevující na tahu. Uvedené poddruhy se mimo šířky bílé pásky na konci ocasu liší především tloušťkou zobáku, přičemž evropský poddruh má zobák znatelně silnější, jelikož limbové oříšky evropské limby mají silnější skořápku (tzv. paralelní variabilita).

## Popis
- Délka těla: 32–35 cm
- Rozpětí křídel 49–53 cm.[3]

Je velký asi jako hrdlička zahradní. Má tmavě hnědé peří s bílými kapkovitými skvrnami. Spodní ocasní krovky a konec ocasu jsou bílé. Samec a samice se navzájem neliší. Během hnízdního období plachý, skrytě žijící, na podzim však často překvapivě krotký. Létá těžkopádně, podobně jako sojka obecná.

### Hlas
Hlas je hlasité, drnčivé, často několikrát opakované „gerrr“. Na jaře lze slyšet tichý žvatlavý zpěv s častými imitacemi.

## Rozšíření

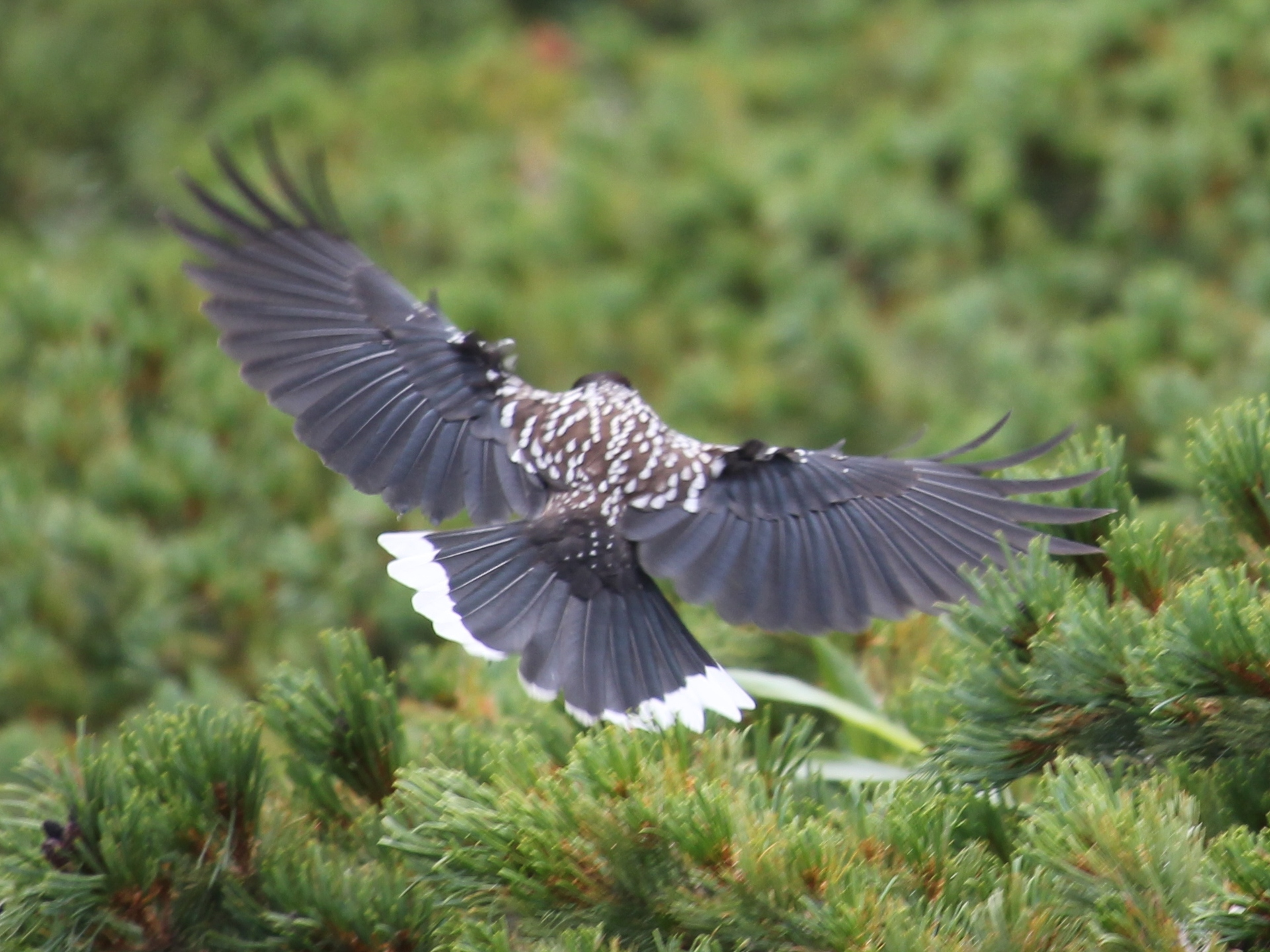
Ořešník kropenatý v letu, s dobře patrnými typickými bílými lemy ocasu

Má palearktický typ rozšíření, s areálem zahrnujícím pásmo severských jehličnatých lesů od jižního Norska a střední Evropy na západě, po Kamčatku, Kurily a Japonsko na východě. Nejseverněji zasahuje na severovýchodní Sibiř, nejjižněji v podobě izolovaných populací do Alp, balkánských pohoří, Kašmíru, Himálají, Junanu a Tchaj-wanu. Většinou stálý a potulný druh, s neperiodickými výraznými invazemi do Evropy (včetně Česka), severního Íránu, střední Číny a Koreje. Při invazích se v hejnech společně se sibiřskými ptáky (ssp. macrorhynchos) obvykle objevují i jedinci vzhledově nerozlišitelní od nominátního poddruhu (ssp. caryocatactes); v takovém případě se jedná buď o ptáky z hybridní zóny nebo o jedince ze severovýchodního Ruska či Skandinávie, kteří se k invazím připojují. Evropská populace je odhadována na 400 000–860 000 párů a je považována za stabilní.

### Výskyt v Česku
Na území České republiky pravidelně hnízdí převážně ve výše položených oblastech s jehličnatými lesy v nadmořské výšce 500–1000 m. V posledních desetiletích se však šíří i do nižších poloh, kde k hnízdění využívá kulturní smrčiny (např. Sázavsko, kde hnízdí v 350–400 m n. m.). Celková početnost byla v letech 1985–89 i 2001–03 odhadnuta na 2500–5000 párů. Je chráněný zákonem jako ohrožený druh.
Mimohnízdní výskyt ořešníka kropenatého na českém území souvisí jak s rozletem části v Česku vyhnízdivších ptáků, tak s průtahem a v některých letech též invazí severských ptáků. K rozletu ptáků hnízdících v Česku dochází již od začátku července, průtah pak vrcholí v srpnu a září. Ořešníci se během tohoto období často objevují i v nížinách, včetně městských zahrad.

## Biologie

### Hnízdění

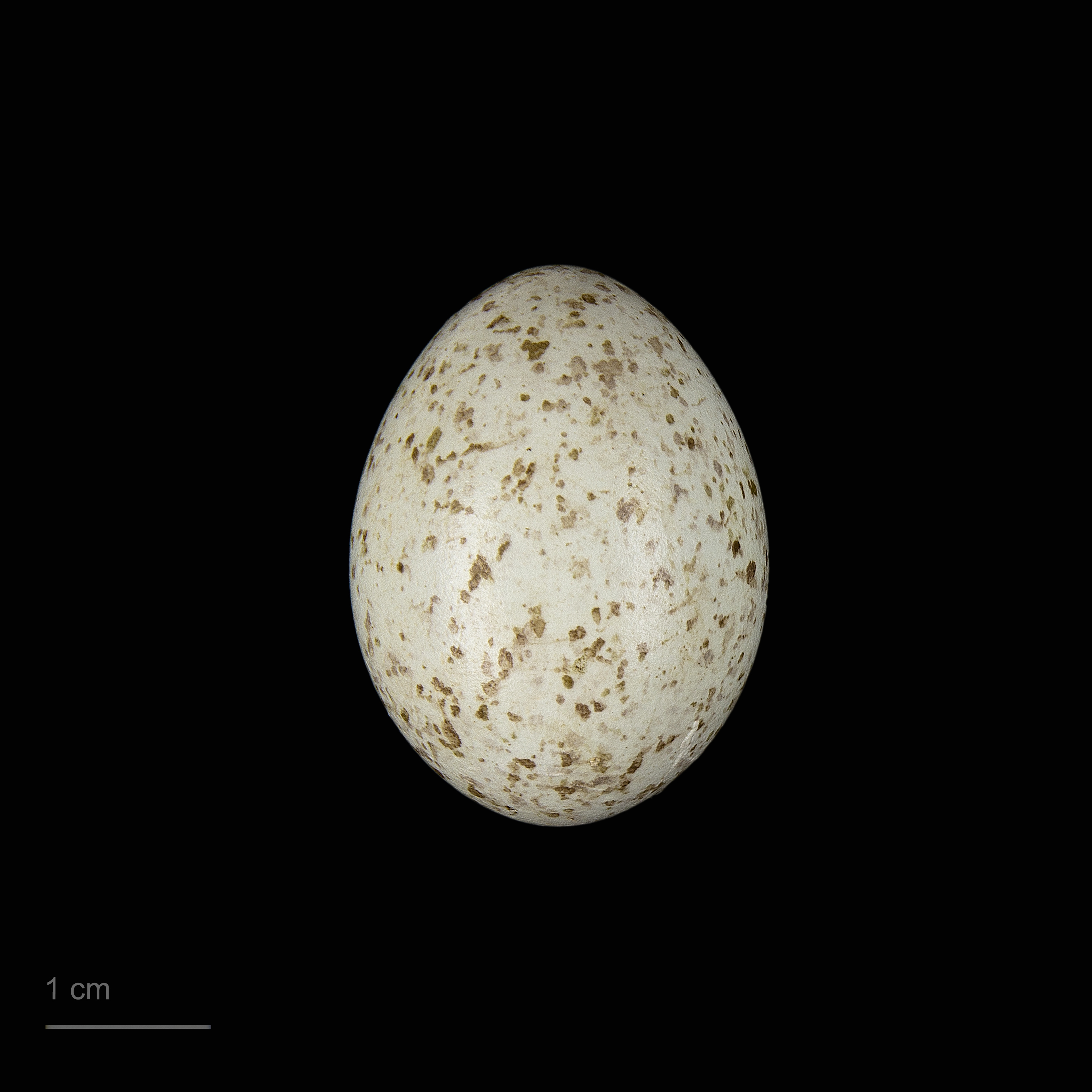
Nucifraga caryocatactes caryocatactes

Hnízdí jednotlivě, monogamně, ve značně velkých teritoriích. Cizí ptáci jsou v nich však obvykle trpěni a vyháněni pouze v případě, že vybírají ukryté ořechy. Hnízdiště páry zabírají již v únoru a začátkem března začínají se stavbou hnízda. Hnízdo je miska ze stébel, klacíků, mechů a lišejníků umístěná vysoko u kmenů mladších jehličnatých stromů, většinou smrků. Hnízdí jednou ročně. Samice snáší 3–4 bělavá, řídce hnědě skvrnitá vejce o rozměrech 33,9 × 24,1 mm, na kterých sedí sama po dobu 16–18 dnů. Mláďata jsou krmena oběma rodiči a hnízdo opouštějí ve věku 22–25 dnů. Vzletnosti dosahují o pár dnů později a pohlavně dospělá jsou v 1. roce života.

### Potrava
Potrava ořešníka kropenatého je převážně rostlinná. Převažují v ní semena jehličnanů (zvláště limby) a lískové ořechy, ale zastoupena jsou i jiná semena a různé plody. Zanedbatelný není ani podíl živočišné složky, tvořené hmyzem a příležitostně také drobnými savci, ptačími mláďaty, obojživelníky, měkkýši a žížalami. Semena a ořechy v pozdním létě a na podzim ukrývá do různých skrýší, např. pod kořeny stromů, v listí nebo do děr, a velmi dobře si je pamatuje. V zimě je schopen najít zásoby ukryté až 2 metry hluboko pod sněhem.